# Fritz Bendix
Fritz Emil Bendix (født 12. januar 1847 i København, død 6. marts 1914 sammesteds) var en dansk musiker, bror til Otto Bendix og Victor Bendix.
Bendix blev student 1865 fra Det von Westenske Institut, men helligede sig senere musikken, specielt violoncellen, på hvilket instrument Frederik Rauch og Franz Xaver Neruda i København og Friedrich Grützmacher i Dresden var hans lærere. 1866-71 opholdt han sig i Tyskland, havde engagement i Meiningen og i Kassel og optrådte desuden som solist og i kammermusik. 1871-1906 var han medlem af Det Kongelige Kapel i København, siden 1887 tillige kapelregissør. Han har udgivet Børnesange (1893), memoireværket Af en Kapelmusikers Erindringer (1913) og var tillige forfatter til en på Det Kongelige Teater i København 1884 opført 1 akts stykke Efter Prøven; under pseudonymet Carsten Holst udgav han skuespillet En Hustru. Han blev titulær professor 1907 og Ridder af Dannebrog.
Fritz Bendix var i øvrigt den første dansker, der købte en maleri af Vincent van Gogh. 
Maleriet og motivet er hentet fra haven ved hospitalet i Saint-Rémy, hvor van Gogh opholdt sig 1889-90. I 1891 var Bendix på besøg i Paris sammen med bl.a. Carl Nielsen, der omtaler købet hos Pére Tanguy, farvehandleren på Montmartre, således i et brev til sin hustru:
"Om Eftermiddagen hos Kunsthandler (...) med Clement, Ballin, Bendix og Hustru.

Saa for første Gang Billeder af Vincent (van Gocken) der gjorde det stærkeste Indtryk paa mig. Bendix købte et for 300 Frc.

Middag hos Bendix hvorpaa hele Selskabet gik i Moulin Rouge, hvor vi morede os godt."
Da Carl Nielsen to år senere så van Gogh på Den Frie Udstilling 30. marts 1893, var han stadig lige begejstret for maleriet og synes, at de andre billeder på udstillingen var "blege og bløde i Sammenligning".
Bendix ønskede i 1910 at sælge billedet, der blev tilbudt både Statens Museum for Kunst og Nasjonalgalleriet i Oslo. Begge museer takkede dog nej. Kunstmuseet i København gav den begrundelse, at det var dog for "dyr Spinat" at give penge for.